# State of Origin 1996
Die State of Origin Series 1996 waren die 17. Ausgabe des Rugby-League-Turniers State of Origin. Es bestand aus drei Spielen, die zwischen dem 20. Mai und dem 17. Juni stattfanden. New South Wales gewann die Series 3-0.

## Spiel 1
| 20. Mai | Queensland Maroons                         | 6 : 14         | New South Wales Blues                                                             | Suncorp Stadium, Brisbane Zuschauer: 39.348 Schiedsrichter: David Manson |
| 20. Mai | Versuche: Langer Erhöhungen: Bartrim (1/1) | (0:10) Bericht | Versuche: Ettingshausen, Menzies Erhöhungen: Johns (2/2) Straftritte: Johns (1/1) | Suncorp Stadium, Brisbane Zuschauer: 39.348 Schiedsrichter: David Manson |

| 1                  | Robbie O’Davis     |
| 2                  | Brett Dallas       |
| 3                  | Steve Renouf       |
| 4                  | Matt Sing          |
| 5                  | Wendell Sailor     |
| 6                  | Jason Smith        |
| 7                  | Allan Langer       |
| 8                  | Tony Hearn         |
| 9                  | Wayne Bartrim      |
| 10                 | Gary Larson        |
| 11                 | Trevor Gillmeister |
| 12                 | Brad Thorn         |
| 13                 | Billy Moore        |
| Auswechselspieler: |                    |
| 14                 | Alan Cann          |
| 15                 | Adrian Lam         |
| 16                 | Craig Greenhill    |
| 17                 | Michael Hancock    |

| 1                  | Tim Brasher          |
| 2                  | Rod Wishart          |
| 3                  | Andrew Ettingshausen |
| 4                  | Laurie Daley         |
| 5                  | Brett Mullins        |
| 6                  | Brad Fittler         |
| 7                  | Geoff Toovey         |
| 8                  | Glenn Lazarus        |
| 9                  | Andrew Johns         |
| 10                 | Paul Harragon        |
| 11                 | David Furner         |
| 12                 | Dean Pay             |
| 13                 | Adam Muir            |
| Auswechselspieler: |                      |
| 14                 | Jamie Ainscough      |
| 15                 | Steve Menzies        |
| 16                 | Jason Croker         |
| 17                 | Jim Dymock           |

## Spiel 2
| 3. Juni | New South Wales Blues                                  | 18 : 6        | Queensland Maroons                         | Sydney Football Stadium, Sydney Zuschauer: 41.955 Schiedsrichter: David Manson |
| 3. Juni | Versuche: Mullins (2), Wishart Erhöhungen: Johns (3/3) | (8:6) Bericht | Versuche: Renouf Erhöhungen: O’Neill (1/1) | Sydney Football Stadium, Sydney Zuschauer: 41.955 Schiedsrichter: David Manson |

| 1                  | Tim Brasher          |
| 2                  | Brett Mullins        |
| 3                  | Andrew Ettingshausen |
| 4                  | Laurie Daley         |
| 5                  | Rod Wishart          |
| 6                  | Brad Fittler         |
| 7                  | Geoff Toovey         |
| 8                  | Glenn Lazarus        |
| 9                  | Andrew Johns         |
| 10                 | Paul Harragon        |
| 11                 | David Furner         |
| 12                 | Dean Pay             |
| 13                 | Adam Muir            |
| Auswechselspieler: |                      |
| 14                 | Steve Menzies        |
| 15                 | Jamie Ainscough      |
| 16                 | Jason Croker         |
| 17                 | Jim Dymock           |

| 1                  | Wendell Sailor  |
| 2                  | Brett Dallas    |
| 3                  | Mark Coyne      |
| 4                  | Steve Renouf    |
| 5                  | Matt Sing       |
| 6                  | Julian O’Neill  |
| 7                  | Allan Langer    |
| 8                  | Tony Hearn      |
| 9                  | Steve Walters   |
| 10                 | Andrew Gee      |
| 11                 | Brad Thorn      |
| 12                 | Gary Larson     |
| 13                 | Billy Moore     |
| Auswechselspieler: |                 |
| 14                 | Kevin Walters   |
| 15                 | Jason Smith     |
| 16                 | Adrian Lam      |
| 17                 | Craig Greenhill |

## Spiel 3
| 17. Juni | Queensland Maroons                                                       | 14 : 15       | New South Wales Blues                                                                                      | Suncorp Stadium, Brisbane Zuschauer: 38.217 Schiedsrichter: David Manson |
| 17. Juni | Versuche: Coyne, Dallas Erhöhungen: Carne (2/2) Straftritte: Carne (1/1) | (2:6) Bericht | Versuche: Ettingshausen, Mullins Erhöhungen: Wishart (2/2) Straftritte: Johns (1/1) Dropgoals: Fittler (1) | Suncorp Stadium, Brisbane Zuschauer: 38.217 Schiedsrichter: David Manson |

| 1                  | Wendell Sailor  |
| 2                  | Willie Carne    |
| 3                  | Steve Renouf    |
| 4                  | Mark Coyne      |
| 5                  | Brett Dallas    |
| 6                  | Dale Shearer    |
| 7                  | Allan Langer    |
| 8                  | Tony Hearn      |
| 9                  | Steve Walters   |
| 10                 | Andrew Gee      |
| 11                 | Brad Thorn      |
| 12                 | Gary Larson     |
| 13                 | Billy Moore     |
| Auswechselspieler: |                 |
| 14                 | Matt Sing       |
| 15                 | Adrian Lam      |
| 16                 | Jason Smith     |
| 17                 | Owen Cunningham |

| 1                  | Tim Brasher          |
| 2                  | Rod Wishart          |
| 3                  | Andrew Ettingshausen |
| 4                  | Laurie Daley         |
| 5                  | Brett Mullins        |
| 6                  | Brad Fittler         |
| 7                  | Geoff Toovey         |
| 8                  | Glenn Lazarus        |
| 9                  | Andrew Johns         |
| 10                 | Paul Harragon        |
| 11                 | David Furner         |
| 12                 | Dean Pay             |
| 13                 | Adam Muir            |
| Auswechselspieler: |                      |
| 14                 | Steve Menzies        |
| 15                 | Jamie Ainscough      |
| 16                 | Jason Croker         |
| 17                 | Jim Dymock           |

## Man of the Match
| Spiel | Man of the Match |
| ----- | ---------------- |
| 1     | Geoff Toovey     |
| 2     | Andrew Johns     |
| 3     | Steve Menzies    |